# Kulken (Lidhults socken, Småland, 629793-135339)
Kulken är en sjö i Ljungby kommun i Småland och ingår i Lagans huvudavrinningsområde. Kulken ligger i Årshultsmyren Natura 2000-område.